# Gamblesby
Gamblesby is een gehucht in het Engelse graafschap Cumbria.
De plaats wordt al in 1177 genoemd als  Gamelesbi, en in 1212 als Gamelesby.
Het is gelegen tussen de grotere plaatsen Penrith en Alston, ten westen van het Penninisch Gebergte en ten oosten van het Lake District.

## Geschiedenis
In 1772 vertrok de grondlegger van het methodisme John Wesley vanuit Newcastle naar Gamblesby, waar hij in 1784 een kapel liet bouwen. Deze kapel werd in 1864 vervangen door een andere. In 1868 werd de kerk van St. John gebouwd in laat-dertiende-eeuwse stijl. De kerk is niet meer in gebruik en wordt verbouwd tot woonhuis.